# Cambio del ángulo de ataque
El cambio del ángulo de ataque (blade pitch) consiste en modificar el ángulo de ataque de las hojas de una hélice o las palas de un rotor de helicóptero que se mueven en un fluido (normalmente el aire, pero también se aplica a hélices de barco) para controlar la energía entregada al fluido (para propulsar un vehículo) o la absorbida de él (por ejemplo por una turbina eólica). Las turbinas eólicas (aerogeneradores) utilizan el cambio del ángulo de ataque de sus palas para ajustar su velocidad de rotación y la energía que generan. Una hélice de barco utiliza este efecto para controlar la velocidad de la nave sin cambiar la velocidad de rotación del eje de la hélice y para aumentar la eficacia de desplazamiento en el fluido. No todas las hélices de barco disponen de mecanismo de cambio del ángulo de ataque, solo las de algunos grandes buques; las hélices de barcos pequeños son de palas fijas.

## Aeronaves

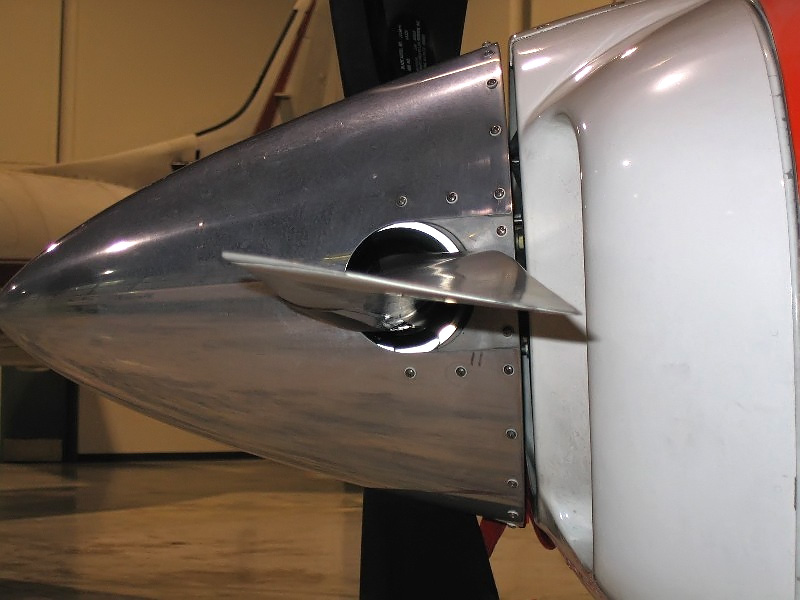
Vista lateral de una pala de la hélice de un avión con posibilidad de cambio del ángulo de ataque.

En las aeronaves de hélice, el cambio del ángulo de ataque se describe habitualmente como "tosco" cuando el ángulo de la pala de la hélice es más bien horizontal, y "fino" cuando es más bien vertical. 
El cambio del ángulo de ataque se mide habitualmente por una ratio de unidades de rotación/distancia asumiendo que no hay deslizamiento.
El cambio del ángulo de ataque en una aeronave actúa de manera similar al cambio de marchas de un coche. Un ángulo bajo permite a la aeronave, partiendo de una baja velocidad, incrementarla rápidamente (y también ascender deprisa en el aire) mientras que un ángulo alto consigue una buena velocidad de crucero y un reducido consumo de combustible.
El "empuje" (lift) producido por la pala de una hélice que gira depende de su ángulo de ataque y su velocidad. Como la velocidad de la pala varía desde la base (más lenta) hasta la punta (más rápida), la pala no se construye plana, sino con una forma alabeada precisamente calculada para que el empuje sea aproximadamente constante a lo largo de toda la pala. Esto se denomina "adelgazamiento" (washout). Así son todas las hélices, excepto las más simples.
Es bastante común en aeronaves que la hélice se diseñe para cambiar el ángulo de ataque de las palas durante el vuelo, con el fin de proporcionar un óptimo empuje en todo el rango de velocidades de la aeronave, desde el despegue y el ascenso hasta el crucero.

### Helicóptero
Los helicópteros pueden cambiar el ángulo de ataque de las palas de su rotor principal, y con ello la aceleración vertical o la velocidad de subida del vehículo. Este control también se denomina colectivo para distinguirlo del control cíclico del movimiento lateral. La disposición colectiva de todas las palas se consigue principalmente moviendo verticalmente la placa de tuercas del rotor (swashplate).

### Emplumado
Emplumar (feathering) las palas de una hélice significa aumentar su ángulo de hasta ponerlas paralelas al flujo de aire. Esto se hace en un avión de varias hélices: si falla el motor de una de ellas, esa hélice se empluma para ofrecer la mínima resistencia aerodinámica, mientras que las otras hélices siguen impulsando el avión.

## Turbinas eólicas

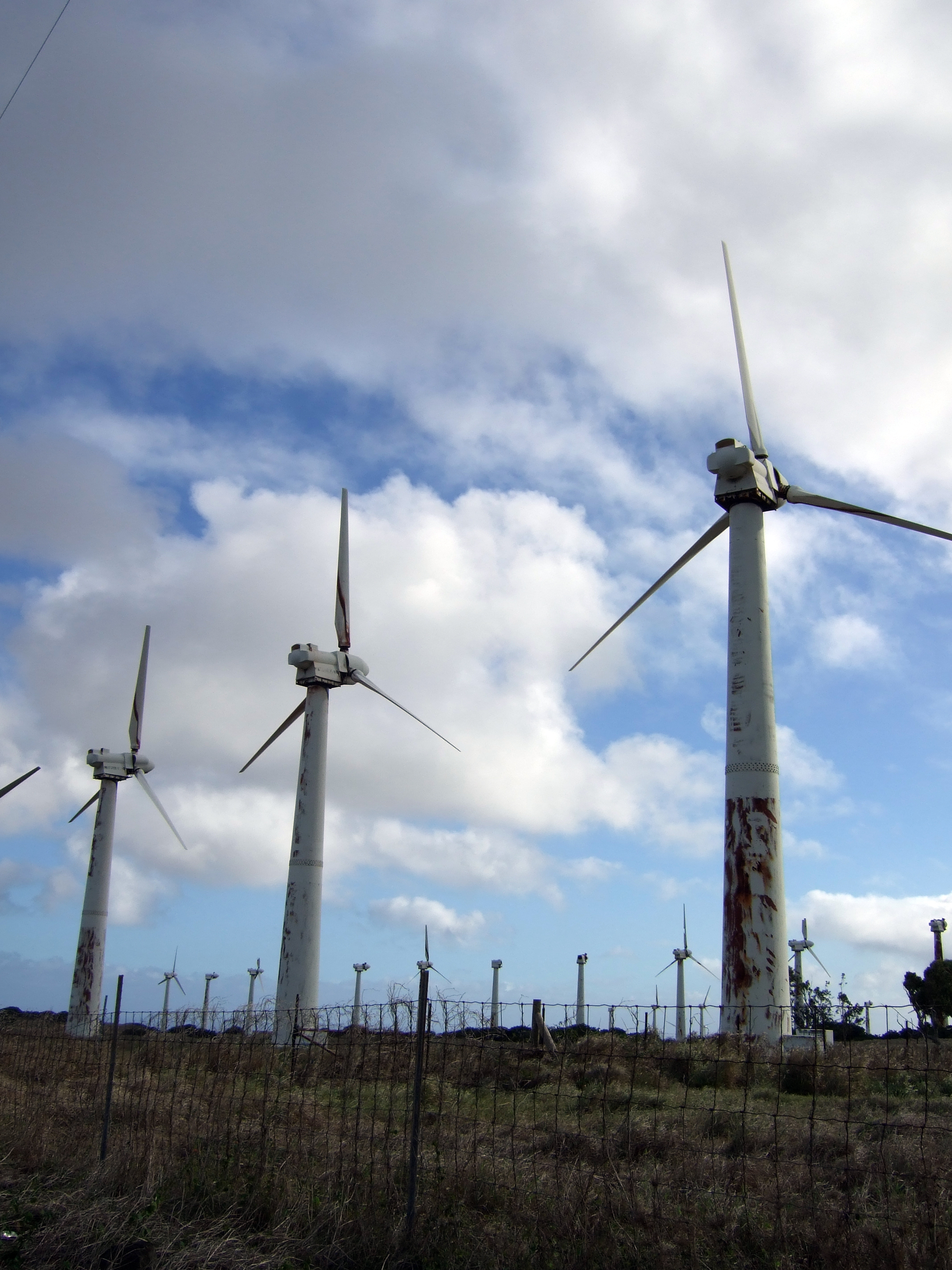
Turbinas eólicas fuera de servicio en el parque eólico Kama'oa de Ka Lae (Hawái) a la espera de su desmontaje, con los rotores parados y las palas emplumadas.

El control del ángulo de ataque es una característica de casi todas las modernas grandes turbinas eólicas de eje horizontal. Mientras funciona, impulsada por un viento de velocidad normalmente cambiante, el sistema de control de la turbina va cambiando el ángulo de ataque de sus palas (también llamadas aspas) para mantener la velocidad del rotor dentro de los límites operativos. Emplumar las palas detiene el rotor durante las paradas de emergencia, o siempre que la velocidad del viento supera el máximo de diseño. Durante el montaje y el mantenimiento de los aerogeneradores, las palas normalmente se empluman para reducir indeseados momentos de fuerza que puedan producir rachas de viento.
Se prefiere el control del ángulo de ataque a los frenos del rotor, porque estos frenos son propensos a fallar o a sobrecargarse por la fuerza del viento. Este fallo puede hacer que la turbina se descontrole y se destruya al girar mucho más deprisa que su velocidad máxima de diseño. En cambio, con el control del ángulo de ataque, una vez que se han emplumado las palas, la velocidad del viento no afecta la tensión en el mecanismo de control.
El cambio del ángulo de ataque puede realizarse mediante mecanismos hidráulicos o eléctricos. Los hidráulicos duran más, responden más rápidamente debido a su mayor fuerza impulsora, y su resorte de respaldo necesita menos mantenimiento. Sin embargo tienden a requerir más energía para mantener el sistema a alta presión, y pueden sufrir fugas. Los sistemas eléctricos consumen y desperdician menos energía, y no sufren fugas. Sin embargo requieren costosos sistemas de baterías y condensadores (sistemas de alimentación ininterrumpida) para el caso de que falle el suministro eléctrico.
El control del ángulo de ataque de las palas no necesita ser activo (utilizar actuadores). Las turbinas eólicas controladas pasivamente confían en el hecho de que el ángulo de ataque aumenta con la velocidad del viento. Se pueden diseñar las palas para que dejen de funcionar más allá de una determinada velocidad. Esto explica en parte por qué se emplean palas alabeadas: el alabeo permite una parada gradual porque cada porción de la pala tiene un ángulo de ataque diferente y se detendrá en un momento distinto.
El control del ángulo de ataque supone normalmente menos del 3 % del coste de un aerogenerador, mientras que sus averías suponen el 23 % de todo el tiempo que está fuera de servicio, y el 21 % de todos los fallos de componentes.

## Navegación

### Medida
En la navegación, el ángulo de ataque se mide en el número de pulgadas de propulsión hacia delante a través del agua para una revolución completa de la hélice. Por ejemplo, una hélice con un ángulo de ataque de 12 pulgadas (abreviadas con 2 apóstrofos, '') impulsa la nave 12" hacia adelante cuando rota una vez. Debe destacarse que esto es la distancia máxima teórica; en realidad, debido al deslizamiento entre la hélice y el agua, la distancia real invariablemente será inferior.

### Ángulo variable
Algunas hélices de materiales compuestos tienen palas intercambiables, lo que permite, antes de una travesía, elegir el ángulo de ataque de las palas de la hélice que se va a utilizar durante toda esa travesía. Utilizar un ángulo más bajo proporcionará una mayor aceleración, mientras que un ángulo superior permitirá una mayor velocidad máxima.

### Remo
Cuando se rema, el ángulo de ataque es, durante la fase de impulsión, la inclinación de la pala del remo hacia la popa del bote. Sin un ángulo correcto, el remo tendería a hundirse demasiado en el agua, a salir inesperadamente de ella o a causar dificultades con el equilibrado en la fase de recuperación.